# Anopheles namibiensis
Anopheles namibiensis este o specie de țânțari din genul Anopheles, descrisă de Maureen Coetzee în anul 1984.
Este endemică în Namibia. Conform Catalogue of Life specia Anopheles namibiensis nu are subspecii cunoscute.